# 永興 (張惟元)
永興（えいこう）は、明代に広東の張惟元が自立して建てた私年号。1628年。

## 西暦・干支との対照表
| 永興 | 元年     |
| 西暦 | 1628年   |
| 干支 | 戊辰     |
| 明   | 崇禎元年 |
| 後金 | 天聡2年  |